# Pressins
Pressins és un municipi francès situat al departament de la Isèra i a la regió d'Alvèrnia-Roine-Alps. L'any 2007 tenia 1.040 habitants.

## Demografia

### Població
El 2007 la població de fet de Pressins era de 1.040 persones. Hi havia 376 famílies de les quals 68 eren unipersonals (36 homes vivint sols i 32 dones vivint soles), 132 parelles sense fills, 156 parelles amb fills i 20 famílies monoparentals amb fills.
La població ha evolucionat segons el següent gràfic:
Habitants censats

### Habitatges
El 2007 hi havia 438 habitatges, 381 eren l'habitatge principal de la família, 42 eren segones residències i 15 estaven desocupats. 412 eren cases i 25 eren apartaments. Dels 381 habitatges principals, 326 estaven ocupats pels seus propietaris, 52 estaven llogats i ocupats pels llogaters i 3 estaven cedits a títol gratuït; 1 tenia una cambra, 4 en tenien dues, 35 en tenien tres, 90 en tenien quatre i 251 en tenien cinc o més. 279 habitatges disposaven pel capbaix d'una plaça de pàrquing. A 140 habitatges hi havia un automòbil i a 209 n'hi havia dos o més.

### Piràmide de població
La piràmide de població per edats i sexe el 2009 era:
| Homes | Edats   | Dones |
| ----- | ------- | ----- |
| 0     | 95 o +  | 0     |
| 0     | 90 a 94 | 0     |
| 0     | 85 a 89 | 8     |
| 4     | 80 a 84 | 4     |
| 20    | 75 a 79 | 8     |
| 12    | 70 a 74 | 16    |
| 28    | 65 a 69 | 36    |
| 20    | 60 a 64 | 32    |
| 12    | 55 a 59 | 20    |
| 12    | 50 a 54 | 8     |
| 68    | 45 a 49 | 28    |
| 16    | 40 a 44 | 48    |
| 48    | 35 a 39 | 16    |
| 24    | 30 a 34 | 20    |
| 5     | 25 a 29 | 28    |
| 16    | 20 a 24 | 20    |
| 52    | 15 a 19 | 24    |
| 24    | 10 a 14 | 20    |
| 28    | 5 a 9   | 24    |
| 8     | 0 a 4   | 24    |

## Economia
El 2007 la població en edat de treballar era de 612 persones, 457 eren actives i 155 eren inactives. De les 457 persones actives 428 estaven ocupades (237 homes i 191 dones) i 29 estaven aturades (9 homes i 20 dones). De les 155 persones inactives 60 estaven jubilades, 42 estaven estudiant i 53 estaven classificades com a «altres inactius».

### Ingressos
El 2009 a Pressins hi havia 402 unitats fiscals que integraven 1.101 persones, la mediana anual d'ingressos fiscals per persona era de 17.749,5 €.

### Activitats econòmiques
Dels 38 establiments que hi havia el 2007, 1 era d'una empresa de fabricació d'elements pel transport, 3 d'empreses de fabricació d'altres productes industrials, 11 d'empreses de construcció, 14 d'empreses de comerç i reparació d'automòbils, 3 d'empreses de transport, 4 d'empreses d'hostatgeria i restauració, 1 d'una empresa immobiliària i 1 d'una empresa de serveis.
Dels 15 establiments de servei als particulars que hi havia el 2009, 1 era una oficina de correu, 3 tallers de reparació d'automòbils i de material agrícola, 1 paleta, 2 fusteries, 1 lampisteria, 3 electricistes, 1 empresa de construcció i 3 restaurants.
L'any 2000 a Pressins hi havia 22 explotacions agrícoles que ocupaven un total de 531 hectàrees.

## Equipaments sanitaris i escolars
El 2009 hi havia una escola elemental.

## Poblacions més properes
El següent diagrama mostra les poblacions més properes.